# لودمیلا خودسیوک-پینایوا
لودمیلا خودسیوک-پینایوا (به روسی: Людмила Хведосюк-Пинаева - Lyudmila Pinayeva-Khvedosyuk) ورزشکار زن رشتهٔ قایق‌رانی اهل کشور اتحاد جماهیر شوروی است. وی در بین سال‌های ‎۱۹۶۴ تا ۱۹۷۲ میلادی در مسابقات بازی‌های المپیک تابستانی در مجموع ۴ مدال، شامل ۳ مدال طلا و ۱ برنز را کسب کرد.